# Florida State Road 24
Die Florida State Road 24 (kurz FL 24) ist eine State Route im US-Bundesstaat Florida, die in Südwest-Nordost-Richtung verläuft. Sie beginnt in Cedar Key und endet am U.S. Highway 301 in Waldo.

## Streckenverlauf
Die State Road beginnt in Cedar Key (Levy County) am Golf von Mexiko und führt in nordöstliche Richtung. In der Folge quert die Straße in Otter Creek die U.S. Highways 19 und 98 und danach in Bronson die Alternativroute des U.S. Highways 27. Anschließend führt sie weiter ins Alachua County nach Archer, wo die U.S. Highways 27 und 41 gequert werden, bevor kurz vor Gainesville die Interstate 75 erreicht wird.
Im Stadtgebiet Gainesvilles wird die FL 121 gequert, bevor die FL 226 rechts abzweigt und die State Road sich auf gut einem Kilometer auf der SW 13th St mit dem U.S. Highway 441 eine gemeinsame Trasse teilt. Anschließend biegt sie rechts auf die W University Ave ab, die sie sich gut 2,5 km lang mit der FL 26 teilt. Danach führt sie weiter stadtauswärts in nordwestliche Richtung, wo zuerst die FL 120 von rechts einmündet, die FL 222 gequert wird und die Straße anschließend den Gainesville Regional Airport passiert. Nach weiteren 15 km endet die FL 24 in Waldo.